# Distretto di Kudo Be'ur
Il distretto di Kudo Be'ur è uno dei dieci distretti della regione del Sud, in Eritrea. Ha per capoluogo la città di Kudo Be'ur.